# فيسوتسكويي (ستافروبول)
فيسوتسكويي (بالروسية: Высоцкое) هي مدينة في مقاطعة ستافروبول كراي في روسيا.